# Resolució 1134 del Consell de Seguretat de les Nacions Unides
La Resolució 1134 del Consell de Seguretat de les Nacions Unides fou adoptada el 23 d'octubre de 1997. Després de reafirmar les resolucions 687 (1991), 707 (1991), 715 (1991), 1060 (1996) i 1115 (1997) sobre el control del programa d'armes iraquià, el Consell va exigir que Iraq cooperés amb equips d'inspecció d'armes de la Comissió Especial de les Nacions Unides i va expressar la seva intenció d'imposar prohibicions de viatjar als funcionaris iraquians en cas d'incompliment.
El Consell va assenyalar que, des de l'aprovació de la Resolució 1115, hi va haver incidents en què als equips d'inspecció de la UNSCOM se'ls va denegar l'accés a llocs i persones pel Govern de l'Iraq. Va assenyalar que aquests incidents eren inacceptables i advertia de noves mesures si això continuava. No obstant això, la Comissió va avançar en la finalització del programa d'armes de destrucció massiva a l'Iraq.
Actuant en virtut del Capítol VII de la Carta de les Nacions Unides, el Consell va condemnar la negativa de les autoritats iraquians a permetre l'accés dels inspectors de les Nacions Unides als llocs i persones que va sol·licitar, així com posar en perill la seguretat de la UNSCOM i la supressió o destrucció de documents d'interès. Va arribar a la conclusió que l'obstrucció constituïa una violació de les resolucions anteriors del Consell de Seguretat i va exigir que l'Iraq cooperés amb UNSCOM per permetre l'accés als llocs i persones que havia sol·licitat. En cas d'incompliment, tots els països negarien l'accés als funcionaris iraquians en el seu territori. La resolució va decidir iniciar la creació d'una llista de funcionaris a qui s'aplicaria la prohibició de viatjar si s'apliquessin les mesures.
La resolució 1134 va ser aprovada per deu vots a favor i cap en contra i cinc abstencions de la Xina, Egipte, França, Kenya i Rússia, que es van oposar a diferents aspectes de la resolució. Xina i Rússia van expressar reserves sobre la practicitat d'imposar sancions; i Egipte, França i Kenya van voler seguir examinant propostes i esmenes abans de la votació de la resolució.